# C.S.A.C. Fides Quadrat Intellectum
Corpus Studiosorum in Academia Campensi Fides Quadrat Intellectum (FQI) was een studentenvereniging in Kampen. De vereniging was verbonden aan de Theologische Universiteit van de Gereformeerde Kerken. De vereniging werd in 2023 opgeheven nadat de universiteit naar Utrecht was verhuisd.
De vereniging kwam voort uit het op 6 december 1863 opgerichte studentencorps. De naam 'Fides Quaerit Intellectum' werd tien jaar later aangenomen. In juni 1879 is FQI vanwege partijvorming binnen de vereniging door docenten van de universiteit opgeheven. De inventaris werd in beslag genomen door de toenmalige rector Helenius de Cock (zoon van Hendrik de Cock). In oktober van hetzelfde jaar werd FQI heropgericht. Vanwege de vrijmaking werd in 1944 de universiteit in twee delen gesplitst waardoor ook een scheiding binnen FQI ontstond. Dit leidde ertoe dat er in 1950 na een juridische strijd een nieuwe vereniging (met nagenoeg dezelfde naam) opgericht moest worden die zichzelf als voortzetting van het oude corps kon beschouwen. Tot in de jaren 60 bleef aan de voormalige Protestantse Theologische Universiteit in Kampen het oude FQI bestaan.
Vanaf 1890 onderhield FQI banden met de Gereformeerde Studentenvereniging "Hendrik de Cock" (het latere S.S.R.) en vanaf 1898 met het studentencorps aan de Vrije Universiteit Amsterdam (Nil Desperandum Deo Duce). Tot 2023 was de vereniging lid van VGS-Nederland en van POINT, een samenwerkingsverband van studieverenigingen theologie uit Apeldoorn, Kampen, Leiden en Utrecht.
Vanaf 1925 bestonden onder FQI disputen. Beroemde disputen uit het verleden zijn de Oratorische Vereniging CH.R.Y.S.O.S.T.O.M.O.S. en H.E.R.O.S. (beide vanaf 1925) en later o.a. N.A.V.T.I.L.V.U.S. en het Consortium T.H.O.R.A.X. In de laatste jaren van haar bestaan kende FQI 3 disputen: C.L.A.V.I.S. (1995), T.A.U.R.O.S. (2000) en NSjF (2003).
FQI was nauw verbonden aan de Theologische Universiteit van de Gereformeerde Kerken en de leden waren dan ook uitsluitend studenten aan deze Universiteit. Het corps telde in de jaren '30 en de jaren '80 van de 20e eeuw meer dan 100 leden, maar er waren ook jaren dat het aantal leden veel geringer was. Het corps werd bestuurd door een senaat, die doorgaans bestond uit vijf leden. Kernactiviteit van FQI was de soos elke donderdagavond en de tweewekelijkse Bijbelstudies. Verder werd het jaar gevuld met Corpsvergaderingen, de Introductie Periode waarin de novieten worden ontgroend en lezingen (recent onder andere door Antoine Bodar, Harry Kuitert, kardinaal Simonis, Andries Knevel en Arnold Huijgen.
Toen de Theologische Universiteit van de Gereformeerde Kerken verhuisde van Kampen naar Utrecht zag het corps geen andere mogelijkheid dan zich op te heffen. Op 6 december 2023 werd voor de laatste keer op grootse wijze de Dies Natalis gevierd, in de aanwezigheid van vele reünisten. Op 14 december 2023 werd het corps opgeheven.

## Bekende ereleden
- Herman Bavinck
- Saekle Greijdanus
- Klaas Schilder

## Bekende oud-leden
- Jaap Kamphuis
- Jochem Douma
- Berend Schoep
- Jakob van Bruggen

F.Q.I. (Kampen) · P.F.S.A.R. (Apeldoorn) · Synopsis (Leiden) · Themelios (Utrecht) · To the Point (Kampen) · TSU (Utrecht) · Voetius (Utrecht)